# PL-15
PL-15 (кит.: 霹雳-15; піньїнь: Pī Lì-Yāo Wǔ; дослівно — «Грім-15»; кодове ім'я НАТО: CH-AA-10 Abaddon) — китайська керована ракета класу «повітря — повітря» великої дальності з активним радіолокаційним наведенням. Розроблена в Китайській Народній Республіці, використовується Повітряними силами Китаю, Морською авіацією НВАК, а також Повітряними силами Пакистану.

## Історія
Розробкою PL-15 займається Китайська академія авіаційних ракет (англ. China Airborne Missile Academy, CAMA), що розташована в місті Лоян. Ракета була вперше випробувана у 2011 році, а в 2015 році про неї згадали державні ЗМІ Китаю. У 2013 році її помітили на прототипі винищувача Chengdu J-20.
PL-15 надійшла на озброєння Повітряних сил Народно-визвольної армії Китаю (ПС НВАК) орієнтовно між 2015 і 2017 роками. Носіями ракети є винищувачі Chengdu J-10C, Shenyang J-16 та Chengdu J-20. Також її було помічено на Shenyang J-11B. PL-15 поступово замінює попередню PL-12 як стандартну ракету дальнього радіуса дії для винищувачів як ПС НВАК, так і Морської авіації НВАК.
У 2017 році Сполучені Штати Америки розпочали розробку ракети AIM-260 JATM для заміни ракети, що перебуває на озброєнні, AIM-120 AMRAAM, з метою ефективнішого протистояння PL-15. Планується, що AIM-260 JATM надійде на озброєння до 2024 року, а до того часу проміжним рішенням виступатимуть удосконалені варіанти AIM-120, такі як AIM-120D.
Експортний варіант PL-15E було представлено на авіасалоні в Чжухаї у 2021 році. PL-15E має меншу дальність у порівнянні з базовою версією PL-15, ймовірно, через зміни у складі пального або конструкції ракетного двигуна. Подібна ситуація спостерігалася раніше між експортною ракетою SD-10 та її внутрішнім аналогом PL-12.
Постійно з’являлися чутки про існування варіанту або похідної ракети PL-15, спеціально розробленої для компактного розміщення у внутрішніх відсіках. У 2020 році Міжнародний інститут стратегічних досліджень (англ. IISS) повідомив про розробку ракети PL-16 — тоншої версії PL-15, що дозволяє Chengdu J-20 нести до шести ракет у внутрішньому відсіку.
У січні 2024 року було підтверджено, що PL-16 має компактніший корпус, складні керма та високопродуктивний двоімпульсний двигун, що забезпечує подібний рівень характеристик до звичайної PL-15. На авіасалоні в Чжухаї 2024 року експортний варіант PL-15E демонструвався вже зі складними задніми кермами, що збільшує боєзапас у внутрішніх відсіках винищувачів Chengdu J-20 та Shenyang J-35.
PL-15 та PL-15E зі складними кермами можуть у майбутньому доповнити або замінити стандартну версію ракети.

## Конструкція
Довжина ракети становить від 3,8 до 4 метрів, що робить її довшою і ширшою за більшість сучасних радарних ракет. Обрізані керма управління спеціально розроблені для розміщення у внутрішніх відсіках винищувачів-невидимок. У подальшому проєкт зазнав модифікацій: було додано складні хвостові керма і зменшені центральні стабілізатори, що ще більше зменшило габарити ракети.
PL-15 оснащена двоімпульсним твердопаливним ракетним двигуном, що забезпечує швидкість понад 4 Махи та дальність понад 200 км — подібно до MBDA Meteor англо-французької розробки.
На відміну від Meteor, який має прямоточний повітряно-реактивний двигун (ramjet) і переваги в підтримці сталої швидкості польоту (3–3,5 Махи), двоімпульсний твердопаливний двигун PL-15 забезпечує вищу швидкість на завершенні горіння — понад  5 Махів — з поступовим зниженням швидкості на кінцевій ділянці траєкторії. Водночас Meteor, імовірно, зберігає більшу зону, з якої неможливо втекти (No Escape Zone) та вищу ймовірність ураження на великій дальності завдяки ППРД двигуну. Однак, PL-15 також здатна довше підтримувати швидкість 5 Махів, якщо запуск здійснено з надзвуковою швидкістю.
Ракета наводиться за допомогою мініатюрної активної радіолокаційної головки самонаведення з електронним скануванням фазованою антенною решіткою (ФАР), що підтримує як активний, так і пасивний режими залежно від бойової ситуації. Також вона має підвищену стійкість до радіоелектронних перешкод. Гібридна система наведення включає двосторонній канал обміну даними на середній ділянці траєкторії (керований літаками ДРЛВ) та автономне активне самонаведення на кінцевій ділянці, що дозволяє застосовувати їх за принципом «вистрілив та забув».

## Бойове застосування
7 травня 2025 року уламки пакистанської ракети PL-15E були знайдені в полі поблизу міста Гошіарпур, штат Пенджаб. За інформацією індійських офіційних осіб, ракета не вразила жодної цілі, а головка самонаведення залишилася неушкодженою. Однак цю заяву спростувала французька розвідка.
Dassault Rafale EH Повітряних сил Індії, ймовірно, був збитий саме ракетою PL-15. Також в районі Рамбан штату Джамму було знайдено катапультне крісло К-36ДМ, яке використовується на винищувачах МіГ-29 та Су-30MKI Повітряних сил Індії.

## Варіанти
- PL-15 — внутрішня версія для ПС НВАК з оціночною дальністю польоту 200–300 км.
- PL-15E — експортна версія ракети PL-15 зі зменшеною максимальною дальністю пуску до 145 км.
- PL-15/PL-15E зі складними кермами — модифікації зі складними хвостовими кермами, що дозволяє розміщення до шести ракет у внутрішніх відсіках винищувачів Chengdu J-20 та Shenyang J-35.
- PL-16 (також позначається як CH-AA-X-13) — подальший розвиток ракети PL-15, що дозволяє одночасне розміщення шести ракет у внутрішньому відсіку J-20 (у той час як PL-15 розміщується по чотири). Ракета PL-16 має менші розміри, стиснутий корпус, складні керма та високопродуктивний двоімпульсний двигун, що забезпечує аналогічну ефективність до базової версії PL-15[6].

## Оператори
- КНР
  - Повітряні сили КНР[5]
  - Авіація ВМС КНР

- Пакистан
  - Повітряні сили Пакистану: PL-15E